# Carl Fredrik Adelcrantz
Carl Fredrik Adelcrantz (Stoccolma, 30 gennaio 1716 – Stoccolma, 1º marzo 1796) è stato un architetto svedese e figlio dell'architetto Göran Josuæ Adelcrantz.
Dopo un viaggio in Francia e in Italia, durato dal 1739 al 1744, divenne sovrintendente ai lavori per la costruzione del palazzo reale di Stoccolma, di cui realizzò la decorazione interna, in stile rococò.
Tra le altre sue opere sono da ricordare la palazzina "China" a Drottningholm e la chiesa di Adolfo Federico a Stoccolma. Rivolta l'attenzione al neoclassicismo, ne dette il maggiore esempio con la costruzione del Teatro dell'Opera di Stoccolma (ora demolito). Fu a capo, dal 1767, dell'Accademia di belle arti.